# Golfo de Guayaquil

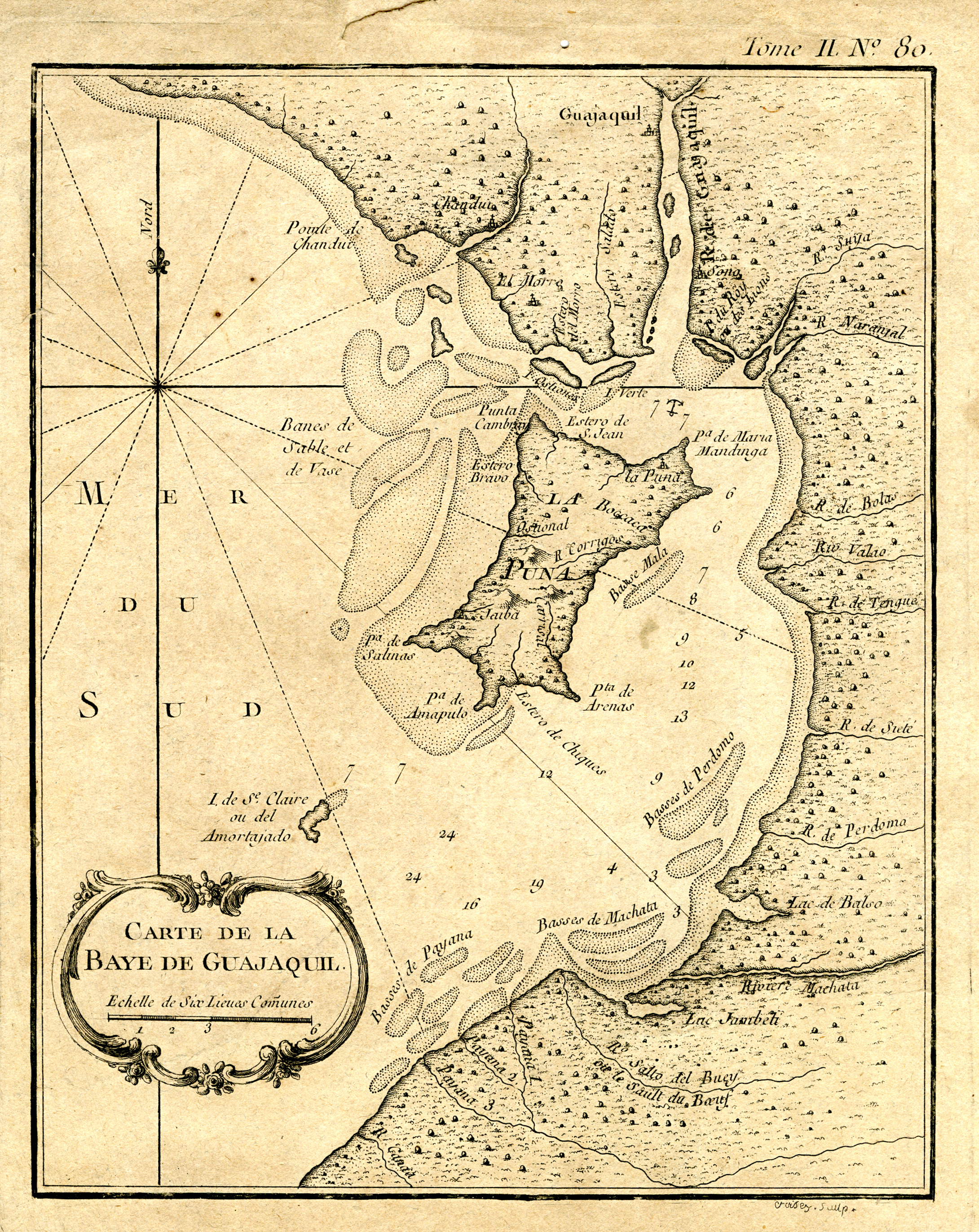
Grabado del golfo de Guayaquil.

El golfo de Guayaquil es la entrante de agua más grande del océano Pacífico en Suramérica. Sus salientes extremas se fijan en la Puntilla de Santa Elena en Ecuador y Cabo Blanco en Perú, cubriendo una extensión de más de 13.701km2. Su nombre le fue otorgado por la ciudad de Guayaquil, la cual es la más grande que se sitúa en su región. Su profundidad varía desde los 65 metros hacia el sudoeste de la Isla Santa Clara, 95 metros hacia el noroeste de la misma, 14 y 3 metros frente a Guayaquil o incluso 183 metros de profundidad. Las orillas son bajas y generalmente pantanosas.
En el Golfo de Guayaquil se encuentran varias islas y algunos islotes. Por el lado ecuatoriano algunas de las más conocidas son: La Isla Puná, que los españoles en el siglo XVI, la nombraron como Santiago, y que es la más grande, con 920 km². A 10 km de ella se encuentra la Isla Santa Clara, llamada también isla del Muerto o isla del Amortajado. En el Estero Salado, que atraviesa la Ciudad de Guayaquil, se encuentra la famosa Isla Trinitaria. Por el lado peruano se encuentran las islas Correa, Matapalo y Roncal, entre otras islas.

## Islas del Golfo de Guayaquil
El Golfo de Guayaquil cuenta con las siguientes islas:
- Isla Santay
- Isla Puná
- Isla Mondragón
- Isla Escalante
- Isla Chupadores Grande
- Isla Chupadores Chico
- Isla Verde
- Isla Esperanza